# Hrad Pafos
Hrad Pafos (řecky Κάστρο της Πάφου) je křižácký hrad následně přestavený Turky poblíž přístavu v Pafosu na Kypru.

## Historie
Původní byzantská pevnost byla zničena při zemětřesení v roce 1222. Ve 13. století, za Kyperského království, ji přestavěli a zvětšili křižáci Lusignanové, králové Kypru. Poblíž hradu se nacházely dvě tzv. janovské věže. Nacházely se osmdesát metrů východně od hradu u vchodu do přístavu. Své jméno získaly tím, že z nich porazili vojáci Kyperského království loďstvo Janovské republiky. Byly také důležité při obraně proti útoku Mamlúckému sultanátu v roce 1426, kdy utrpěly velké škody a od té doby nebyly obnoveny.
Hrad se v roce 1373 ubránil Janovské republice a v roce 1426 Mamlúckému sultanátu. V roce 1570 však hrad po šestnácti dnech bojů podlehl turecké invazi. Turci následně hrad opravili a vojensky ho využívali. Během turecké okupace měl hrad posádku sta mužů a k jeho vybavení patřilo dvanáct děl.
Po převzetí moci Brity v roce 1878 byl hrad využíván jako sklad obilí a nyní slouží jako muzeum.